# Daniel Hernández Morillo
Daniel Hernández Morillo (Salcabamba, 1º agosto 1856 – Lima, 23 ottobre 1932) è stato un pittore peruviano, noto per essere stato il primo direttore della scuola nazionale di belle arti del Perù. Era anche noto per il suo stile accademico e le sue "donne pigre" (perezosas).

## Biografia

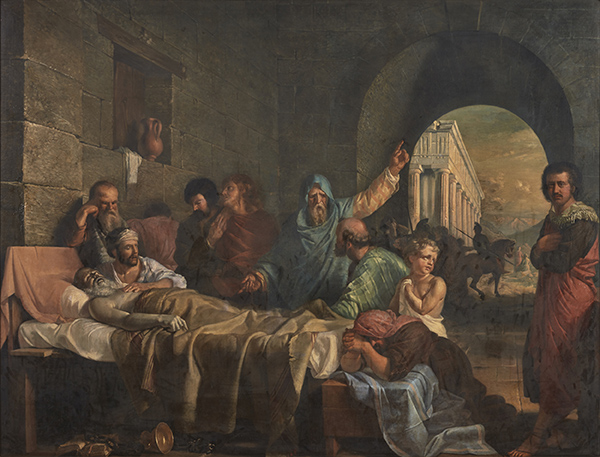
La Muerte de Sócrates (1872)

Nato il primo agosto del 1856 nella regione di Huancavelica, nel distretto di Salcabamba, nella provincia di Tayacaja, egli era il figlio di Leocadio Hernández e di Basilia Morillo. La famiglia si trasferì a Lima quando lui aveva quattro anni, ed egli iniziò la sua formazione artistica all'età di 14, nello studio di Leonardo Barbieri, che si trovava lungo la calle San Pedro di Lima, e del quale avrebbe ereditato i corsi quando il maestro sarebbe tornato nella sua terra natale. Di quest'epoca è la sua opera La Muerte de Sócrates (1872), che gli valse il riconoscimento da parte del governo di Manuel Pardo, ottenendo una borsa di studio per recarsi in Europa e una concessione di sussidio che non ottenne nella sua interezza all'inizio del suo viaggio nei primi mesi del 1874.
Durante il suo soggiorno egli fece visita a Parigi al suo compatriota Ignacio Merino, il quale gli consigliò di trasferirsi a Roma; pertanto egli rimase dieci anni in Italia, dove apprese dal pittore spagnolo Mariano Fortuny. Nel 1885 egli tornò a Parigi, dove divenne il presidente della Società dei pittori spagnoli che risiedevano in città, stringendo dei legami con altri artisti come Francisco Pradilla e José Villegas Cordero, e fu un membro della Società degli artisti francesi, esponendo al Salone annuale della Società degli artisti francesi, di accesso difficile a causa del dogma accademico; egli venne ben accolto nei sette anni nei quali espose, ritenuto uno dei pittori "fuori concorso" (fors concours) dei Saloni parigini.

Una delle "donne pigre" (perezosas) dipinte da Hernández nel corso della sua carriera.

Per il suo quadro La Perezosa venne premiato con la medaglia d'argento al Salone di Parigi del 1899. All'esposizione universale di Parigi, svoltasi nel 1900 per il passaggio al secolo ventesimo, gli fu assegnata la medaglia d'argento per il suo quadro Amor Cruel, e La Perezosa gli valse la decorazione della Legione d'onore nel 1901. Egli poi vinse il premio di pittura all'esposizione iberoamericana di Siviglia con l'opera Francisco Pizarro.
Nel 1912 viaggiò a Montevideo, Buenos Aires e Roma, per esporre le sue opere. Quindi tornò a Parigi, dove visse fino al 1918. Più o meno nello stesso periodo, suo fratello Inocencio, molto più giovane, divenne un predicatore dell'Ordine dei Domenicani del Perù, cosa che coincise con il richiamo del pittore da parte del presidente José Pardo per diventare il direttore della scuola nazionale di belle arti di Lima, fino a quando morì, nel 1932.

## Eredità

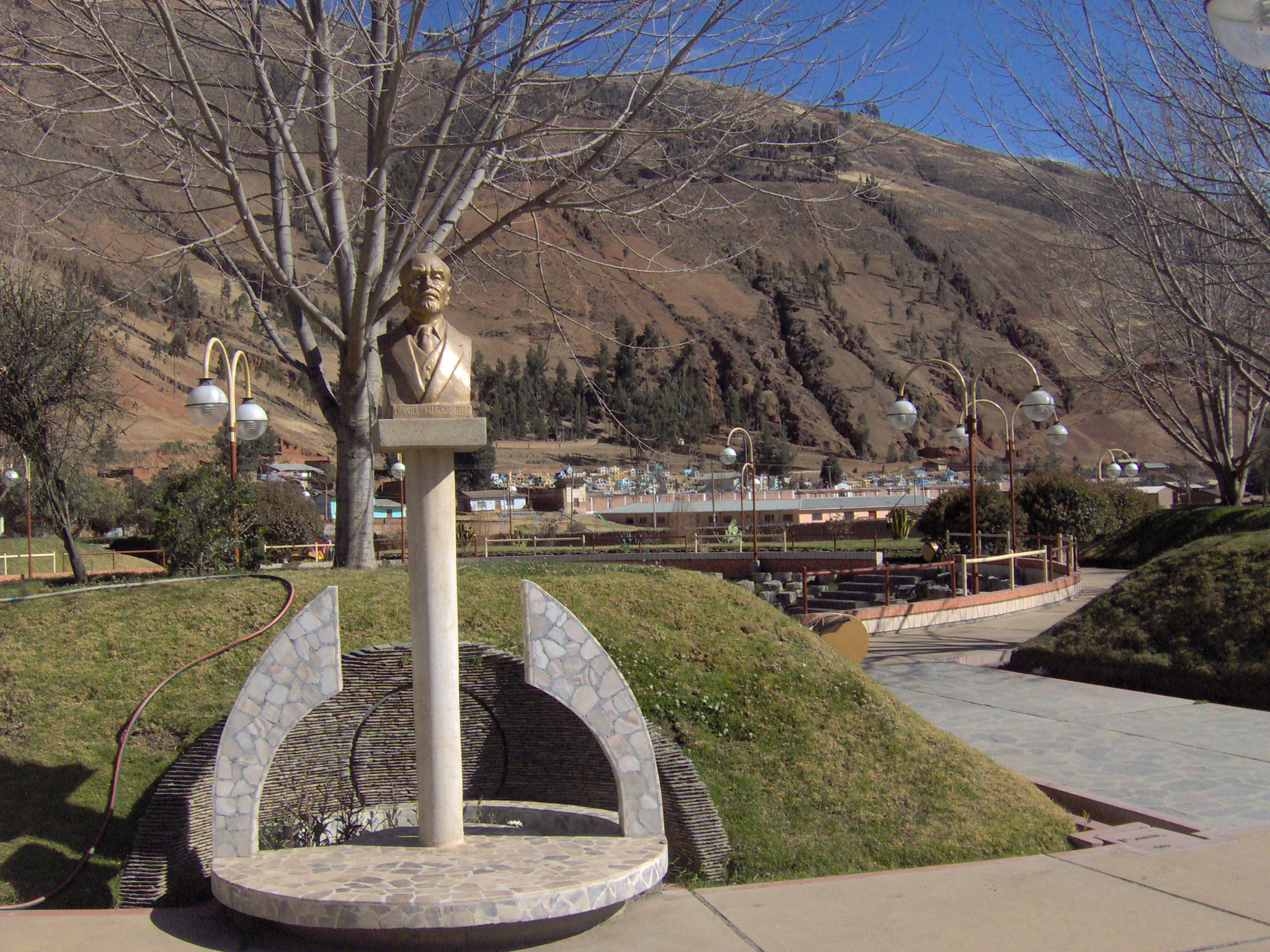
Un monumento ad Hernández nel parco ecologico infantile Chalampampas di Pampas.

Attraverso un certo equilibrio tra il disegno e il colore, egli rivelò la sua padronanza del pennello dipingendo dei paesaggi, dei soggetti storici, eccetera. Si specializzò nel ritratto e in particolare nel nudo femminile.
Daniel Hernández viene ritenuto un accademico che si interessò a ritrarre la borghesia dominante dell'epoca, come si può vedere nei dipinti realizzati durante il governo di Augusto B. Leguía, tipo El saludo al presidente Leguía.
Per ciò Hernández viene ritenuto un uomo del suo tempo. Tuttavia, nonostante il suo spirito conservatore, nella figura di Hernández si può osservare una certa accettazione delle nuove correnti artistiche come l'impressionismo.
Egli viene ritenuto una figura illustre nella provincia di Tayacaja, e in suo onore gli sono stati intitolati un distretto nei pressi della città di Pampas, una delle scuole più importanti della città e anche la scuola accademica professionale di ingegneria dei sistemi dell'università nazionale di Huancavelica, che ha come scopo quello di una ricerca più approfondita sul pittore illustre.